# Петя Василева
Петя Иванова Василева е българска лекарка, офталмолог, академик на БАН.
Тя е родена през 1940 година в София. Завършва Висшия медицински институт в София.
От 1995 година е член-кореспондент, а от 2003 година – академик на Българската академия на науките.
Приноси в областта на очната хирургия, възпалителните процеси, трансплантацията на роговица и епидемиологията на очните заболявания.